# 热罗姆-阿道夫·布朗基
热罗姆-阿道夫·布朗基（法語：Jérôme-Adolphe Blanqui，法語發音：[ʒeʁom adɔlf blɑ̃ki]；1798年11月21日—1854年1月28日）是一位法国经济学家，专攻勞動經濟學、经济史和经济思想史，师从讓-巴蒂斯特·賽伊，是革命家路易·奥古斯特·布朗基的哥哥。